# Горњи Ступник
Горњи Ступник је насељено место и седиште општине Ступник у Загребачкој жупанији, Хрватска. До територијалне реорганизације у Хрватској налазио се у саставу ужег подручја Града Загреба.

## Становништво
На попису становништва 2011. године, Горњи Ступник је имао 2.003 становника.

## Попис1991.
На попису становништва 1991. године, насељено место Горњи Ступник је имало 1.401 становника, следећег националног састава:
| Попис 1991.‍   | Попис 1991.‍  | Попис 1991.‍ | Попис 1991.‍ | Попис 1991.‍ |
| ------------- | ------------ | ----------- | ----------- | ----------- |
|               |              |             |             |             |
| Хрвати        | Хрвати       |             | 1.324       | 94,50%      |
| Срби          | Срби         |             | 29          | 2,06%       |
| Југословени   | Југословени  |             | 7           | 0,49%       |
| Муслимани     | Муслимани    |             | 6           | 0,42%       |
| Немци         | Немци        |             | 2           | 0,14%       |
| Мађари        | Мађари       |             | 1           | 0,07%       |
| Чеси          | Чеси         |             | 1           | 0,07%       |
| остали        | остали       |             | 1           | 0,07%       |
| неопредељени  | неопредељени |             | 17          | 1,21%       |
| непознато     | непознато    |             | 13          | 0,92%       |
| укупно: 1.401 |              |             |             |             |